# Adrian Covic
Adrian Covic (n. 6 mai 1967, Iași) este medic primar medicină internă și nefrologie, medic specialist cardiologie, doctor în științe medicale și profesor universitar în cadrul Universității de Medicină și Farmacie „Gr. T. Popa”. Este șeful compartimentului de Transplant Renal al Spitalului „Dr. C.I.Parhon”, Iași și președintele ales al Societății Române de Nefrologie.

## Viața personală
Este căsătorit cu Adina Covic și are doi copii: Andreea Simona (16 iunie 1997) și Alexandra Maria (19 mai 1999).

## Educația și cariera profesională
- Absolvent (1985) al Liceului Costache Negruzzi din Iași – șef de promoție
- Absolvent (1991) al Facultății de Medicină din Universitatea de Medicină și Farmacie “Gr. T. Popa” din Iași – șef de promoție
- Conferențiar (prin concurs) Clinica a IV-a Medicală-Nefrologie (octombrie 2002)
- Profesor (prin concurs) Clinica a IV-a Medicală-Nefrologie (2004)
- “Doctor în Științe Medicale” (20 noiembrie 1997) – cu lucrarea "Studiul modificărilor cardiovasculare în insuficiența renală cronică și al factorilor determinanți în funcție de modalitatea de supleere renală" – îndrumată de Prof. Dr. V. Tacu
- Medic primar în Medicină Internă (prin concurs, iunie 2000)
- Medic primar în Nefrologie (prin concurs, iunie 2002)
- Medic specialist în Cardiologie (prin concurs, septembrie 2019)
- Director Medical Spitalul C. I. Parhon (2001–2003)
- Director General Spitalul C. I. Parhon (2003–2012)
- Prodecan al Facultății de Medicină Generală (2004–2008)
- Prorector al Facultății de Medicină Generală (2012-2013, 2016-2020, 2020-prezent)
- Fellow - Royal College of Physicians, London (2008 - prezent)
- Fellow - European Renal Association (2011 – prezent)
- Fellow - European Society of Cardiology (2016 – prezent)
- Fellow - Royal College of Physicians, Edinburgh (2018 – prezent)
- Secretar-Trezorier al European Renal Association ERA/EDTA (2005–2011)[3]
- Board member in KDIGO (Kidney Disease: Improving Global Outcomes)[4]
- Board member in ERBP (European Renal Best Practice)[5](2008-2020)
- Board member in ERA-EDTA EURECAM (European Cardiovascular and Renal Medicine) (2009-2011)
- Board member in ERA-EDTA CKD-MBD (Chronic Kidney Disease-Mineral and Bone Disorder)
- Board member in ERA-EDTA EUDIAL (European Dialysis Working Group)
- Board member in KDIGO (Kidney Disease International Guidelines Organisation)
- Președinte al Commission for the Global Advancement of Nephrology (COMGAN) Eastern and Central Europe Committee (ISN) (2009-2011)
- Președinte al Societății Române de Nefrologie (septembrie 2005-2007, 2013-2015)
- Președinte ales al Societății Române de Nefrologie (septembrie 2011)[6]
- Vicepresedinte Panel 3 - Stiinte Biomedicale CNATDCU, Vicepresedinte Comisie Medicina CNATDCU (Consiliul Național de Atestare a Titlurilor, Diplomelor și Certificatelor Universitare)[7]
- Membru corespondent al Academiei de Științe Medicale, membru al Academiei Oamenilor de Știință din România

## Activitatea publicistică (sinteză)

### Cărți

#### Contribuții la manuale și ghiduri naționale
- “Nefrologie”, editor A. Ciocâlteu, Editura Infomedica, București, 1997 - Capitolul 5
- “Terapeutică Medicală”, Ediția a II-a, editori G. Ungureanu, M. Covic, Editura Polirom, Iași, 2000- Capitolele 43, 44, 47, 48, 60, 61, 62, 63, 64
- “Nefrologie”, Editor A. Ciocâlteu, Editura Infomedica, București, 2001: Capitolul 9
- “Manual de Nefrologie”, Editor N. Ursea, Editura Fundația Română a Rinichiului, București, 2001- Capitolele: “Glomerulonefritele mezangiale proliferative”; “Glomerulonefritele fibrilare și imunoautacoide”; “Bolile microvasculare ale rinichiului”
- “Genetică umană”, M.Covic, D. Ștefănescu, I. Sandovici, Editura Polirom, Iași, 2003 - Capitolul “Bolile multifactoriale” (M. Bembea, Adrian Covic)
- “Ghiduri de Practică Medicală, vol II sub egida Colegiului Medicilor din România, Coordonatori L. Gherasim, M. Cinteaza, A. Iliesiu, D. Vinereanu, F. Paveliu, Editura Infomedica, București, 2001 - Capitol: “Insuficiența renală acută II”
- “Ghiduri de practică medicală- Anemia secundară bolii cronice de rinichi” G. Mircescu, M. Gherman-Caprioara, N. Ursea , Adrian Covic, Editura Infomedica, Iași, 2005
- “Ghiduri de practică medicală- Hiperparatiroidismul secundar bolii cronice de rinichi” G. Mircescu, M. Gherman-Caprioara, N. Ursea, Adrian Covic, Editura Infomedica, Iași, 2005
- " Manual de Nefrologie" Adrian Covic (coord.), M.Covic. Editura Polirom, Iași, 2007
- " Hemodializa. Principii teoretice și practice". A Covic (coord.). Editura Demiurg, Iași, 2010
- "Ghid de diagnostic și tratament al tulburărilor minerale osoase asociate bolii cronice de rinichi (TMO-BCR)" Adrian Covic, A. Schiller, G. Mircescu, E. Moța, M. Apetrii, M. Penescu, Editura Demiurg, Iași, 2011
- " Actualități în diabetul zaharat și bolile asociate". A Covic. Capitol " Actualități în tratamentul pacienților diabetici cu boala cronică de rinichi asociată". Editura Grigore T. Popa UMF Iași, 2020

#### Contribuții la manuale internaționale
- “The Year in Hypertension”, Raymond Townsend, Clinical Publishing, 2008 - Capitolul “Blood pressure measurement: in there more to this than systolic, diastolic and pulse pressures?”, Adrian Covic, P. Gusbeth-Tatomir, DJA Goldsmith
- Dyslipidemia in Kidney Diseases – Covic A, Kanabay M, Lerna E (eds), Springer, 2014
- Cardio-renal Clinical Challenge - Goldsmith DJ, Covic A, Spaak J (eds), Springer, 2016. Autor la 1 capitol: Uric acid, Allopurinol: the cardio-renal silver bullet?
- Resistant Hypertension in Chronic Kidney Disease - Covic A, Lerma E, Kanbay M (eds), Springer 2017
- Oxford Textbook of Clinical Nephrology (4thed). N.N. Turner (eds) Oxford University Press, 2015 A. Covic: Section Editor Part 4: „The patient with interstițial disease”; Coautor la 2 capitole: 86. Chronic tubule-interstitial nephritis (Schiller A, Covic A, Segal L); 93. Immune-mediated tubule-interstitial nephritis (Segal L, Covic A)
- Parathyroid Glands in Chronic Kidney Disease. A Covic, D Goldsmith. PA Urena Torres.  Kindle Edition, Springer, 2020
- Clinical Nephrogeriatrics: An Evidence-Based Guide. CG Musso, JR Jauregui, JF Macías-Núñez, A Covic. Kindle Edition, Springer, 2020
- Frailty and Kidney Disease: A Practical Guide to Clinical Management. CG Musso, José R Jauregui,  J F Macías-Núñez, A Covic. Kindle Edition, Springer, 2020
- Nutritional Managemennt of Renal Disease. Chapter 22- Magnesium and kidney disease M. Apetrii, A. Covic, ZA. Massy. Kindle Edition, Springer, 2022
- Diabetes and Kidney Disease. Chapter: Bone Disease and Diabetes. SC Bilha, A. Covic. Kindle Edition, Springer, 2022

#### Cărți / Manuale proprii
- “Boala polichistică renală autosomal dominantă”. Editori: Mircea Covic, Adrian Covic, Editura Polirom, Iași, 1999
- “Dializa Peritoneală Continuă Ambulatorie”. Editori Adrian Covic, și P. Gusbeth-Tatomir, A. Seica, C. Corcodel, Editura Dan, Iași, 2001
- “Neuropatia diabeticăși neuropatia metabolică” Editori Gabriel Veisa, Adrian Covic, C. Serafinceanu, Editura Pim, Iași 2003
- “Afectarea cardiovascularăîn boala renală cronică” Adrian Covic, P. Gusbeth-Tatomir, L. Segall, Editura Polirom, Iași, 2005
- “Dializa peritoneală” L. Segall, Laura Florea, Adrian Covic, Editura Polirom, Iași, 2006
- “Manual de Nefrologie” Adrian Covic, Maria Covic, L. Segall, P. Gusbeth-Tatomir, Editura Polirom, Iași, 2007
- “Hemodializa – Principii teoretice și practice” Adrian Covic, L. Voroneanu, M. Apetrei, S. Ardeleanu, L. Segall, C. Volovat, D. Siriopol, S. Hogas, I. Nistor A. Schiller, L. Florea, M. Busuioc, M. Oofriescu, I. Maftei , Editura Demiurg, 2011
- “Nefrologie – Principii teoretice și practice”, Adrian Covic, M. Apetrei, S. Ardeleanu, Covic, L. Florea, S. Hogas, I. Mititiuc, I. Nistor, M. Onofriescu, L. Segall, D. Siriopol, G. Veisa, C. Volovat, L. Voroneanu, Editura Demiurg, 2011
- “Nefrologie – Manual de buzunar pentru medicul de familie”, Adrian Covic, Editura Demiurg, 2012
- " Manual de Nefrologie". A Covic (coord.). Editura Grigore T. Popa UMF Iași, 2020
- " Medicina Genomică și bolile comune ale adultului".A Covic, EV Gorduza, M Covic. Editura Polirom, Iași, 2020
- " Boli renale ereditare și congenitale". A Covic, C Gavrilovici, M Covic. Editura Polirom, Iași, 2022

### Lucrări publicate ”in extenso”
635 articole, cu un indice hirsch de 59 (Web of Science), 67 (Scopus), 95 (Google Academic).

## Afilieri academice
- Membru al Societății de Medici și Naturaliști, Iași
- Președinte ales al Societății Române de Nefrologie
- Membru al EDTA/ERA (European Dialysis and Transplantation Association/European Renal Association) din 1994 - Council member EDTA/ERA 2003-2011
- Membru al EDTNA/ERCA (European Renal Care Association)
- Membru al ISN (International Society of Nephrology)
- Membru al European Society of Organ transplantation (ESOT)
- Membru al European Society of Cardiology (ESC)
- Membru fondator al Fundației Române a Rinichiului
- Membru fondator al Fundației Salvați Rinichiul
- Redactor-șef adjunct la revista "Maedica"– a Journal of Clinical Medicine,București
- Redactor șef la “International Journal of Urology and Nephrology/Geriatric Urology and Nephrology”
- Recenzent (peer-reviewer) pentru American Journal of Kidney Diseases, Nephrology Dialysis Transplantation, Timișoara Medical Journal and Romanian Medical Journal, Infomedica, Journal of the American Society of Nephrology, Circulation, Peritoneal Dialysis International, Hypertension, International Journal of Urology and Nephrology/Geriatric Urology and Nephrology
- Evaluator ARACIS și FP7
- Vicepresedinte Panel 3 - Stiinte Biomedicale CNATDCU, Vicepresedinte Comisie Medicina CNATDCU (Consiliul Național de Atestare a Titlurilor, Diplomelor și Certificatelor Universitare)

## Premii și distincții academice
- Premiul I - la cel de-al 38-lea Congres de Cardiologie, Sinaia, 29 septembrie – 2 octombrie 2000
- Diplomă de Excelență - Societatea Română de Nefrologie, UMF Iași, Colegiului Medicilor Iași - pentru contribuția în efectuarea transplantului renal in Iași
- “Premiul Colegiului Medicilor din România”în anul 2001 - pentru realizări deosebite în activitatea științifică în domeniul specialităților medicale”
- Young Investigator Award - al XXXIII-lea Congres European de Nefrologie, Nisa, 2000
- Young Investigator Award - al XXXV-lea Congres European de Nefrologie, Copenhaga, 2002
- Award of World Congress of Nephrology, Berlin, 2003
- Pentru realizări profesionale deosebite – Premiul de Excelență 2005 – MEDIC.RO, noiembrie 2005
- Diplomă de Excelență – Managerul Anului 2005
- Premiul Iuliu Hațeganu, 2008
- Premiu pentru sustinerea programelor preventive in domeniul violentei, 2009
- Placheta SRN – Premiul pentru contribuție remarcabilă la dezvoltarea Nefrologiei în România, 25 de ani de la înființarea SRN, 2016
- Premiul “Constantin C. Iliescu” al Academiei Oamenilor de Stiinta din Romania pentru anul 2017
- Premiul pentru Performanță și inovație în Medicină- Gala Elitelor Medicale editia a IV-a, 24 octombrie 2019, Targu Mures
- Premiul Medicul Anului 2020- Romanian Healthcare Awards 2020
- Premiul pentru „Cea mai Buna Echipa/Sectie Spitaliceasca” Spitalul Clinic “Dr. C.I. Parhon”, Compartimentului de Transplant Renal Gala Elitelor Medicale, Editia a V-a, 2021
- Premiul pentru Cea mai bună echipă/Secție spitalicească in cadrul Galei Elitelor Medicale ediția a Va, 15 iulie 2021, Baia Mare
- Premiul Excellence in Patients Care Awards, secțiunea International Award acordat de Royal College of Physicians, Londra, 2021
- Finalist Proiectul de Cercetare al Anului 2021, Proiectul „Evaluarea pe termen lung a riscului cardiovascular la pacienții cu CKD (boală cronică de rinichi) în urma bolii SARS-CoV-2 (CARDIO SCARS IN CKD)”, în cadrul Romanian Healthcare Awards, ediția a II-a
- Premiul pentru „Educație și Cercetare în domeniul medical” Disciplina de Nefrologie UMF „Grigore T. Popa” Iași- Gala Elitelor Medicale, Editia a VII-a, 2022